# Oliarus truncata
Oliarus truncata är en insektsart som beskrevs av Van Duzee 1929. Oliarus truncata ingår i släktet Oliarus och familjen kilstritar. Inga underarter finns listade i Catalogue of Life.